# Beelzebufo ampinga

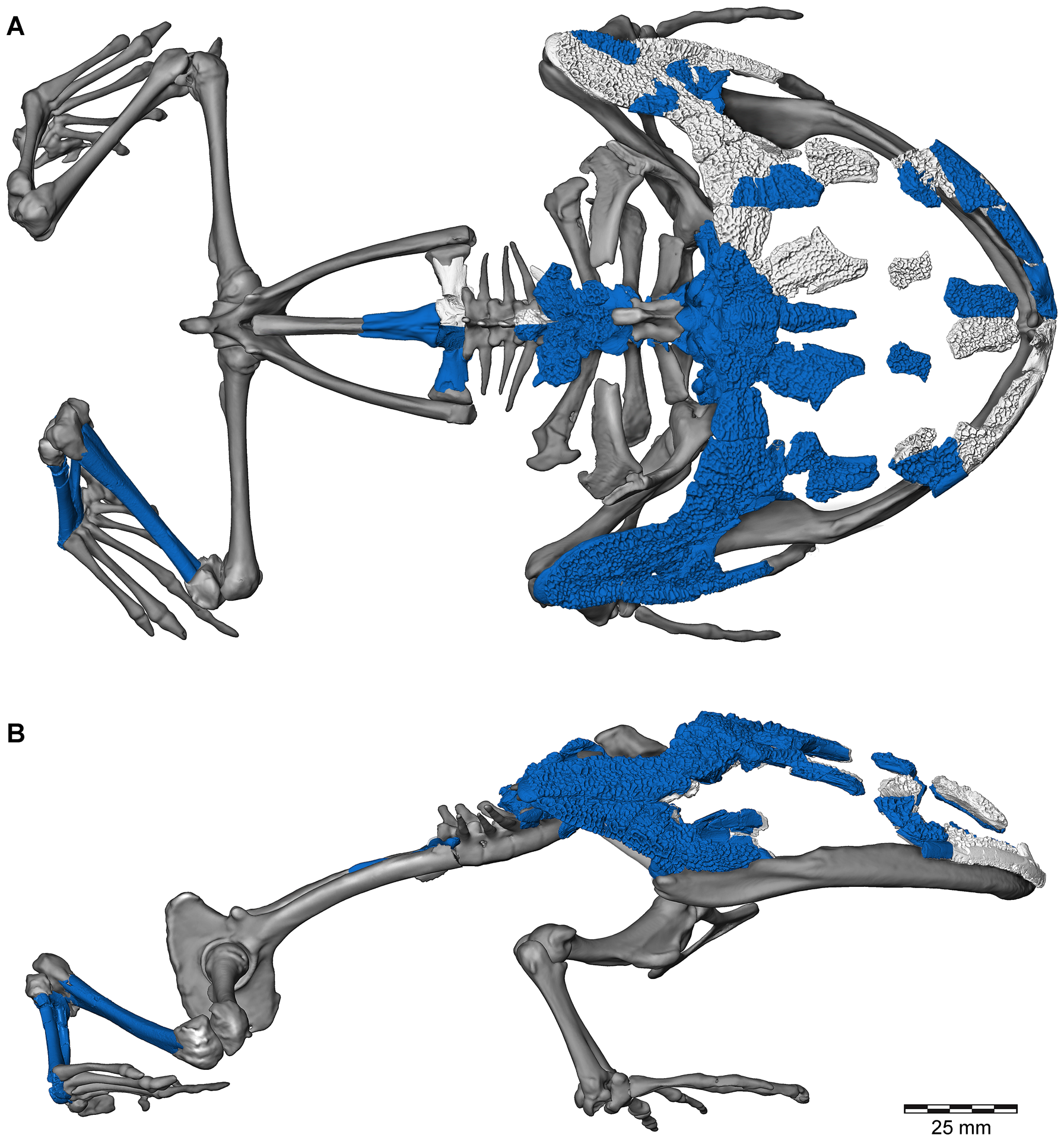

Beelzebufo ampinga, på svenska även kallad djävulsgroda, var en förhistorisk groda som levde för ca 66–70 miljoner år sedan under den senare delen av jura. Arten ingår i släktet Beelzebufo och upptäcktes 1993 men det tog fjorton år innan tillräckligt mycket data hade samlats in om arten för att officiellt kunna presentera den.

## Etymologi
Namnet är en kontimination av Beelzebub och bufo som är latin för groda. Beelzebub var en judisk gudom och namnet kan översättas som Flugornas herre. Ampinga betyder i sin tur sköld på malagassiska.

## Utbredning
Fynd av Beelzebufo har gjorts från dagens Madagaskar. Dock har fynden gjorts från den period i Jordens historia då Madagaskar satt samman med dagens Indien. Dock finns det mycket likheter mellan Beelzebufo och Ceratophryidae som är hemmahörande i Sydamerika, vilket har fått vissa forskare att spekulera huruvida det finns en biogeografisk koppling mellan dessa djur. Dock efter studier gjorda på Ceratophryidaeskelett har man kommit fram till att likheterna sannolikt är ett resultat av konvergent evolution. En studie från 2021 påvisade att Beelzebufo är nära besläktad med Baurubatrachus.

## Beskrivning

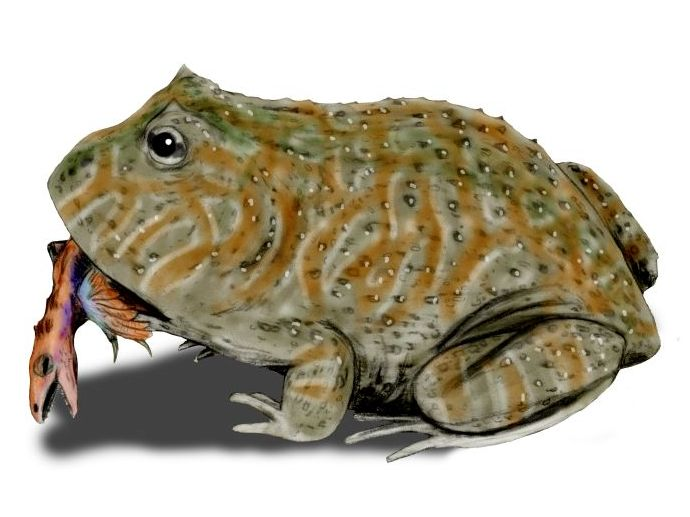
Rekonstruktion.

Beelzebufo kunde bli åtminstone 23 centimeter från nos till bak vilket är ungefärligt samma storlek som en afrikansk oxgroda. Artens hade ett stort huvud samt en robust yta som sannolikt hade beniga fjäll. Dock pekar mycket på att Beelzebufo kunde bli ännu större då man funnit öppna suturer även i de största exemplaren.

## Beteende
Beelzebufo var sannolikt ett rovdjur som till och med kunde äta mindre dinosaurier med hjälp av sin stora mun. Deras bitkraft beräknas ha varit mellan 500 och 2,200 newtons.